# 布季夏 (沃倫斯基新城區)
50°28′54″N 27°19′3″E / 50.48167°N 27.31750°E
布季夏（烏克蘭語：Будища），是烏克蘭北部的村莊，隸屬日托米爾州的茲維亞赫爾區。該村始建於1592年，面積0.73平方公里，海拔高度224米，2001年人口176。